# Чхайвань

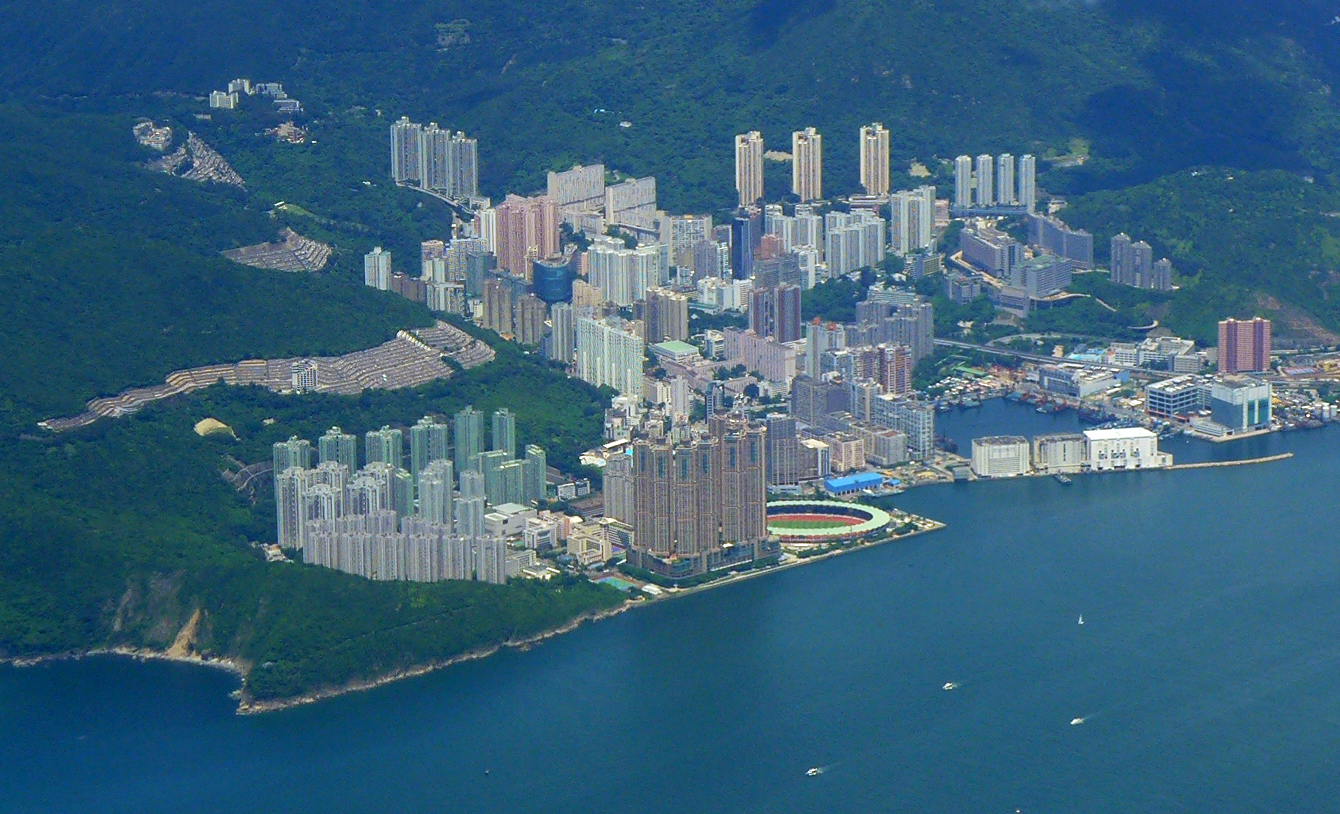
Чхайвань с высоты птичьего полёта

Чхайвань?, (иер. 柴灣, ютпх. Caai4waan1, кит.-рус. Чайвань, англ. Chai Wan) — гонконгский район, входящий в состав Восточного округа. Расположен на северо-восточном побережье острова Гонконг. Густонаселённая жилая зона с несколькими сохранившимися промышленными предприятиями.

## История
В начале XVIII века район был известен как Сайвань (Sai Wan, 西灣) и состоял из шести деревень — Dai Ping, Law Uk, Luk Uk, Nam Uk, Sai Village и Sing Uk. Значительную часть населения составляли хакка, переселившиеся сюда из Гуандуна (они разводили кур и свиней, ловили рыбу, возделывали огороды и рисовые чеки, многие работали в соседних карьерах каменотёсами). В 1845 году британцы построили в соседнем районе Сиусайвань форт и военные бараки, вокруг которых выросло новое поселение. В 1929 году гонконгская ассоциация бойскаутов купила в районе землю, на которой организовала свой лагерь (здешний холм получил название Скаут-Хилл или Tung Kwan Shan, 童軍山). В 1941 году некоторые деревни Чхайваня пострадали во время японского вторжения. В начале 1950-х годов власти начали строить в Чхайване недорогое жильё и различные фабрики, постепенно застраивая старые деревни и огороды. В начале 1970-х годов земля лагеря бойскаутов была возвращена правительству, которое в 1980-х срыло холм, а в 1993 году открыло на его месте парк Чхайвань с большим водоёмом, водопадом, фонтанами и террасным садом (бойскауты взамен получили землю в районе Тайтам).
Парк Чхайвань

## География
На северо-западе Чхайвань граничит с районом Саукэйвань, на западе — с районом Тайтам, на юге — с районом Сэкъоу, на юго-востоке — с районом Сиусайвань, на северо-востоке ограничен водами бухты Виктория. Горы Коллинсон и Поттингер на юге и гора Паркер на западе ограничивают возможности расширения жилищного строительства, поэтому наращивание площади района идёт за счёт отвоёвывания территории у моря (к началу британского правления береговая линия проходила в районе современной Чхайвань-роуд). Например, на месте залива Пакшавань был построен жилой массив Ханфачхюнь (Heng Fa Chuen).

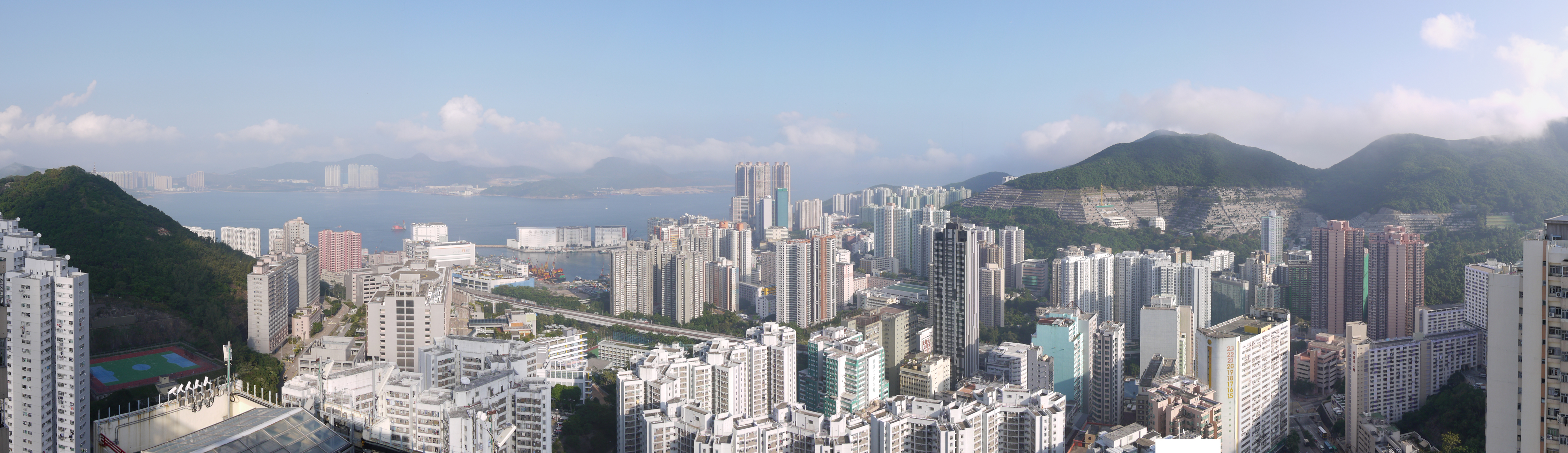
Панорама района Чхайвань

В районе расположены парки Чхайвань и Ваньцуй-эстейт, сад Винтай-роуд, сад бассейна Чхайвань, скверы Ишин-лейн и Итай-стрит, игровые площадки Ханфачхюнь и Хинва-эстейт, игровая площадка технического резервуара Чхайвань-Норт, военное кладбище Сайвань.

## Религия
В районе расположены баптистская церковь Чхайваня, методистская церковь и общественный центр при ней, католическая церковь Морской звезды, храм Тхиньхау, Гонконгское буддийское кладбище, католическое кладбище Святого Креста, мусульманское кладбище Кейп-Коллинсон с мечетью, детский и молодёжный центр Армии спасения Ваньцуй.

## Экономика

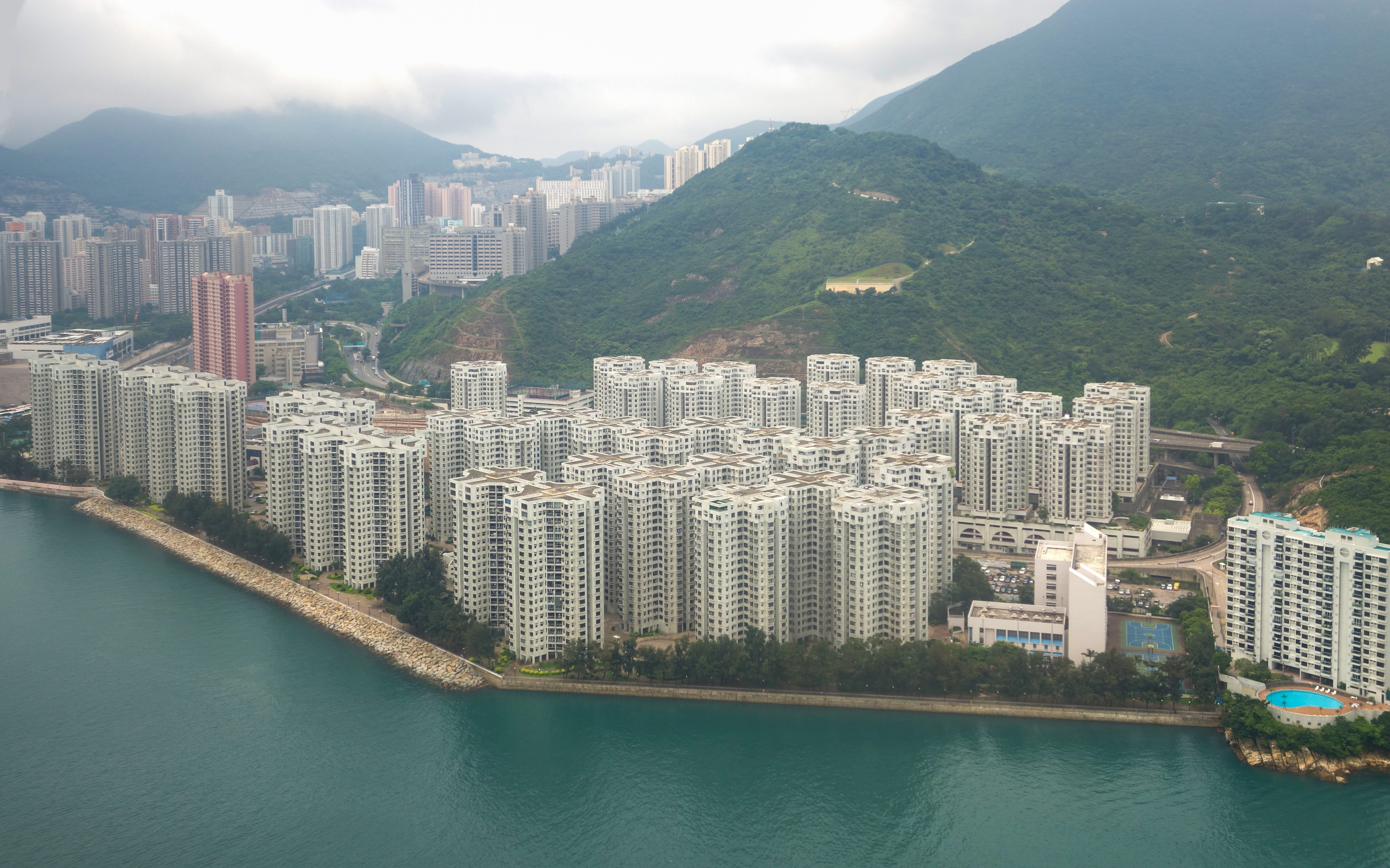
Heng Fa Chuen

В районе расположен жилой комплекс Heng Fa Chuen, построенный в 1986—1989 годах и состоящий из 48 зданий (более 6,5 тыс. квартир). Застройщиками и девелоперами огромного жилмассива являются компании MTR Corporation и Kerry Properties. Также в Чхайване находятся жилые комплексы Hing Wah Estate (1975—2000), Yue Wan Estate (1978), Shan Tsui Court (1980—1982), Yee Tsui Court (1981), Walton Estate (1981), Hing Man Estate (1982), Yan Tsui Court (1982), Neptune Terrace (1985), Greenwood Terrace (1985), Wan Tsui Estate (1986), Tsui Wan Estate (1988), New Jade Gardens (1988), Fung Wah Estate (1991), Lok Hin Terrace (1994), Hang Tsui Court (1997), Tsui Lok Estate (1998—1999), Yuet Chui Court (1999), Chai Wan Estate (2010).
До того, как в 1998 году закрылся международный аэропорт Кайтак, в Чхайване было запрещено строить высотные здания, которые мешали заходу на посадку самолётам. Сегодня многие промышленные здания преобразованы в офисные, складские и торговые помещения, однако в Чхайване до сих пор работает несколько пищевых, полиграфических и электронных предприятий. В районе расположены штаб-квартира компании Ming Pao Group, автобусные парки компаний New World First Bus и Citybus, правительственный логистический центр, несколько супермаркетов, множество магазинов, ресторанов, кафе и банковских отделений. Главными торговыми центрами являются рынки Юэвань и Чхайвань, New Jade Shopping Arcade, Paradise Mall, Tsui Wan Shopping Complex, Hing Man Shopping Complex, Hing Wah Plaza, Greenwood Terrace Commercial Arcade, Walton Estate Shopping Centre и Winner Centre Shopping Arcade.

## Транспорт
Главными транспортными артериями Чхайвань являются улицы Айленд-истерн-коридор, Чхайвань-роуд, Шинтай-роуд и Тайтам-роуд. Через район пролегает сеть автобусных маршрутов (в том числе и микроавтобусов). Имеется несколько стоянок такси.
В районе расположены станции линии Айленд Гонконгского метрополитена Ханфачхюнь и Чхайвань, открывшиеся в 1985 году. Возле станции Ханфачхюнь работает большое депо, обслуживающее поезда линии Айленд. Имеется небольшой грузовой порт, созданный на месте закрытого в 1986 году паромного причала Чхайвань (обслуживает промышленную зону Чхайвань).

## Культура и образование

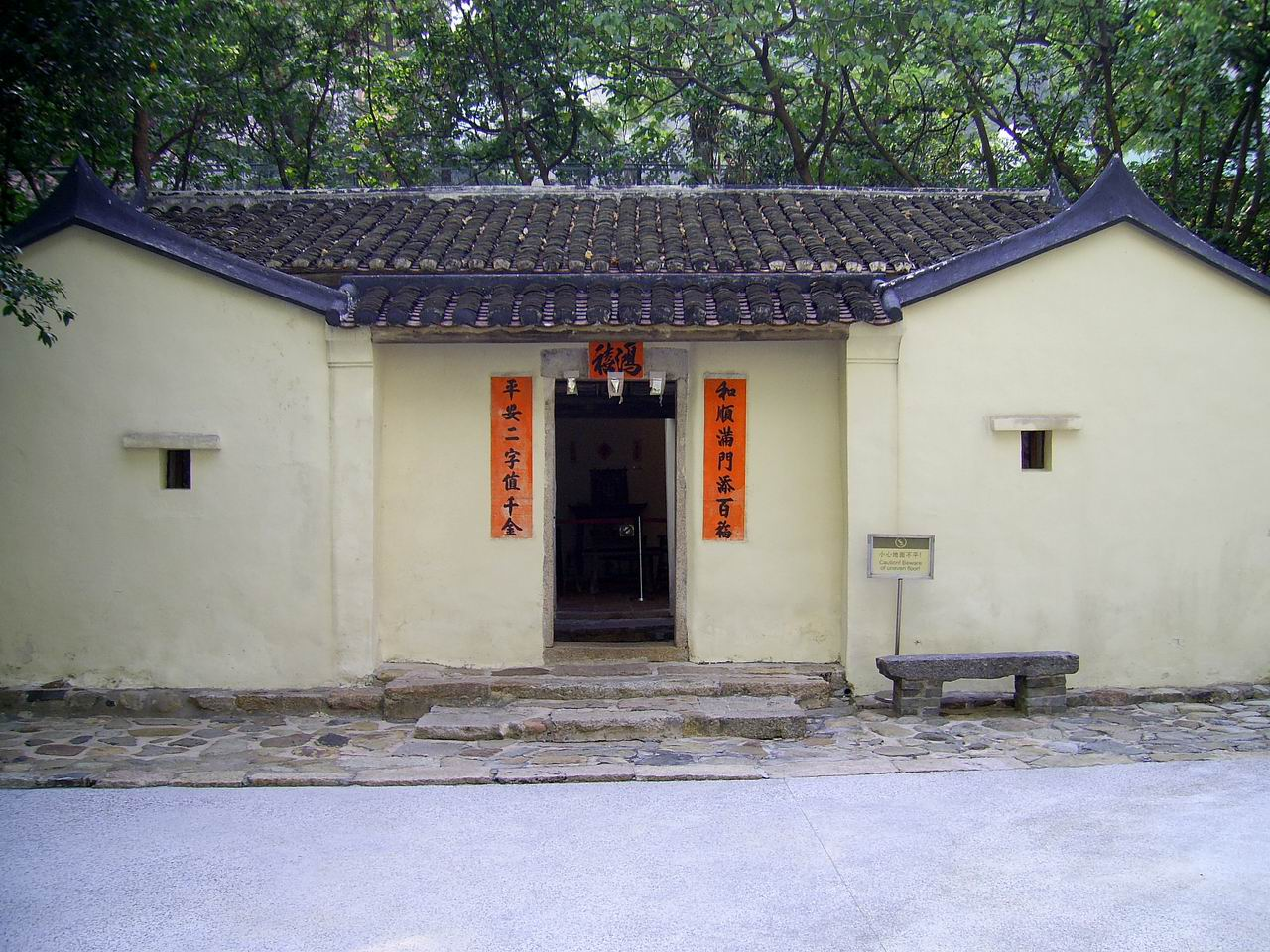
Музей Лоук

В 1989 году на месте бывшей деревни хакка Лоук был открыт одноимённый народный музей (является филиалом Гонконгского музея истории). Главным экспонатом выступает восстановленный в 1970-х годах дом семьи Ло, построенный хакка в середине XVIII века.
В Чхайване базируются Чхайваньский кампус Гонконгского института профессионально-технического образования (бывший Гонконгский технический колледж), исламский мемориальный колледж Касима Туэта, колледж Чонгенхан, колледж Когнито, Французская международная школа, средняя школа Чхайвань фонда Каритас, католическая школа Ментак, средняя школа Линнань, католическая средняя школа Драгоценной крови, начальная школа Святого Михаила, начальная мемориальная школа Армии спасения Энн Вайлли, школа благотворительного фонда Армии спасения Сенталайн, Гонконгский центр развития молодёжи с большим концертным залом, публичная библиотека в здании муниципальных услуг Чхайвань.

## Здравоохранение

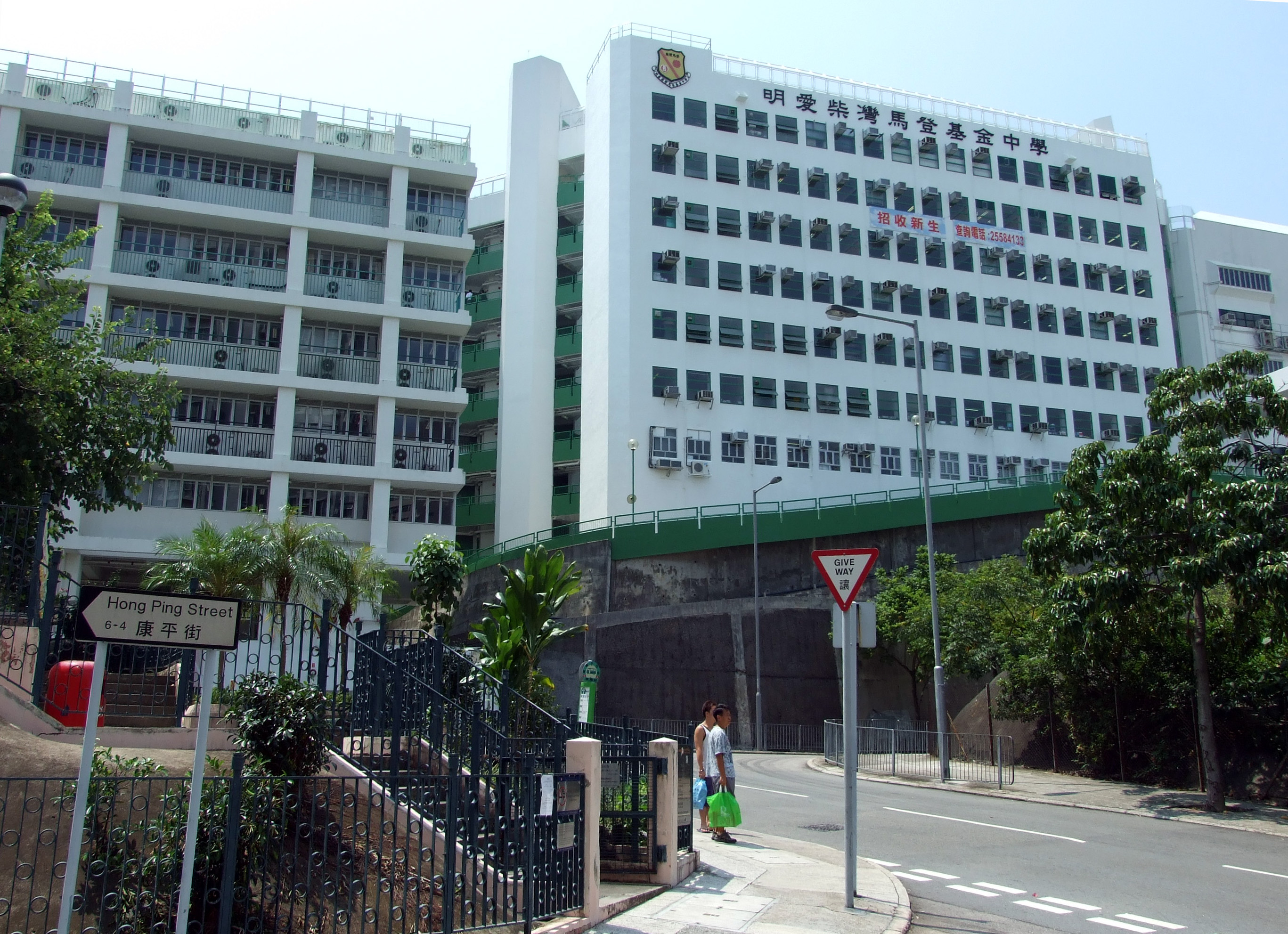
Школа Каритас

В районе расположены Восточная больница Памелы Юд Нетерсоул, открывшаяся в 1993 году (крупнейшая на острове Гонконг), правительственная клиника Ваньцуй и женский центр здоровья Чхайвань, а также несколько частных медицинских центров (диагностических, стоматологических и ветеринарных).

## Спорт
В парке Чхайвань расположены футбольные поля, баскетбольные площадки, теннисные корты, площадки для занятий фитнесом для пожилых людей, детские игровые площадки и водоём для запуска моделей судов. Кроме того, в районе находится спортцентр Чхайвань и плавательный бассейн Чхайвань. В частных жилых комплексах имеются плавательные бассейны, фитнес-центры, корты для тенниса и сквоша.